# István Turbéky
István Turbéky (Szigetvár, 23 novembre 1922 – Nicosia, 1996) è stato un calciatore ungherese, di ruolo attaccante.

## Carriera
Giocò in Serie A con la Pro Patria ed in Division 1 con il Bordeaux.